# Cucina indonesiana

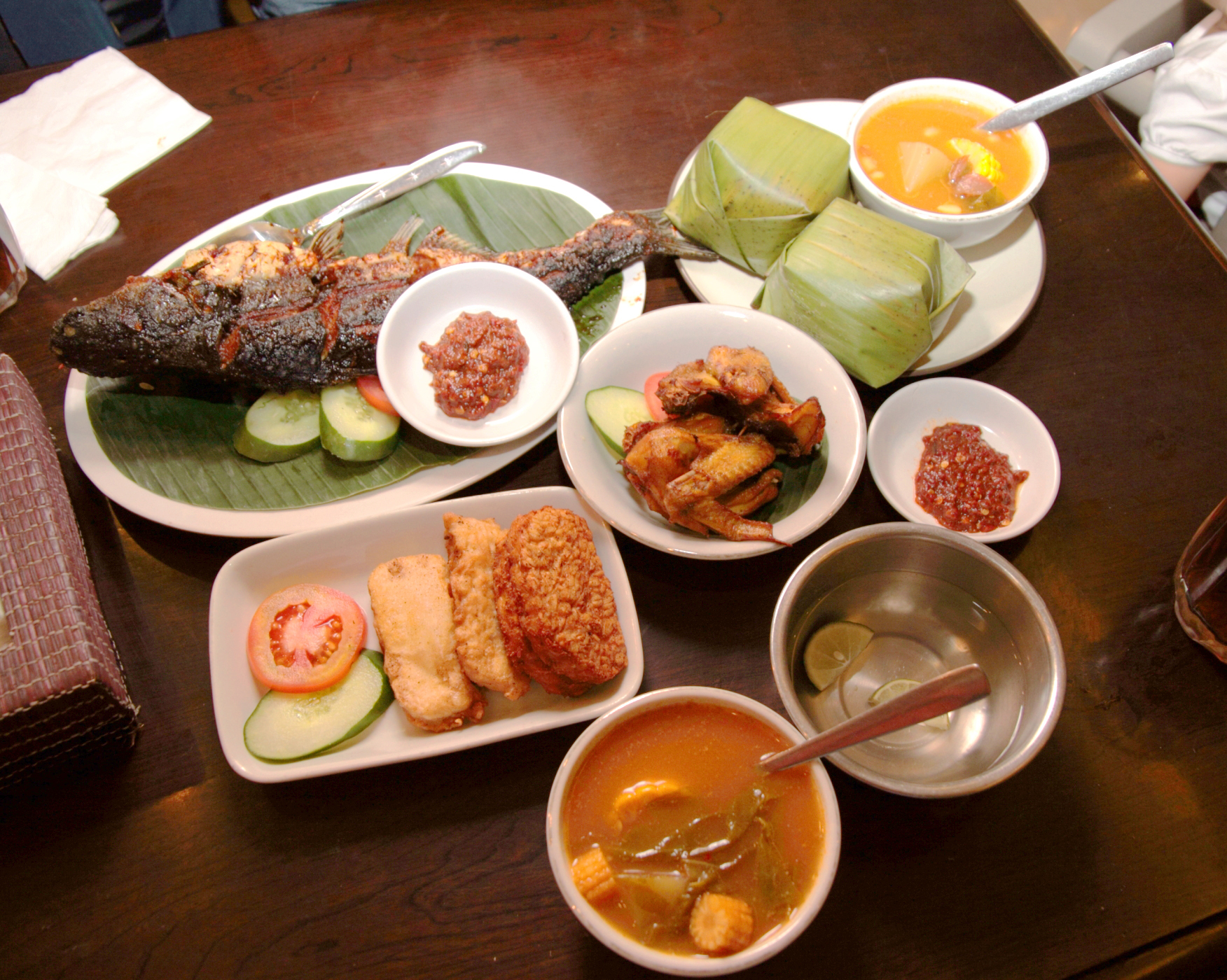
Pranzo indonesiano a Giacarta

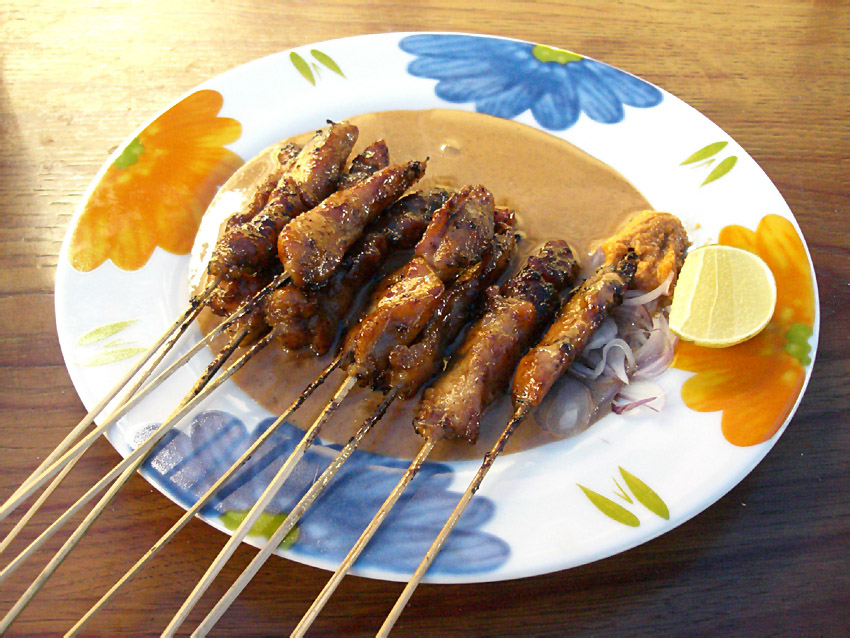
Saté, piatto molto popolare

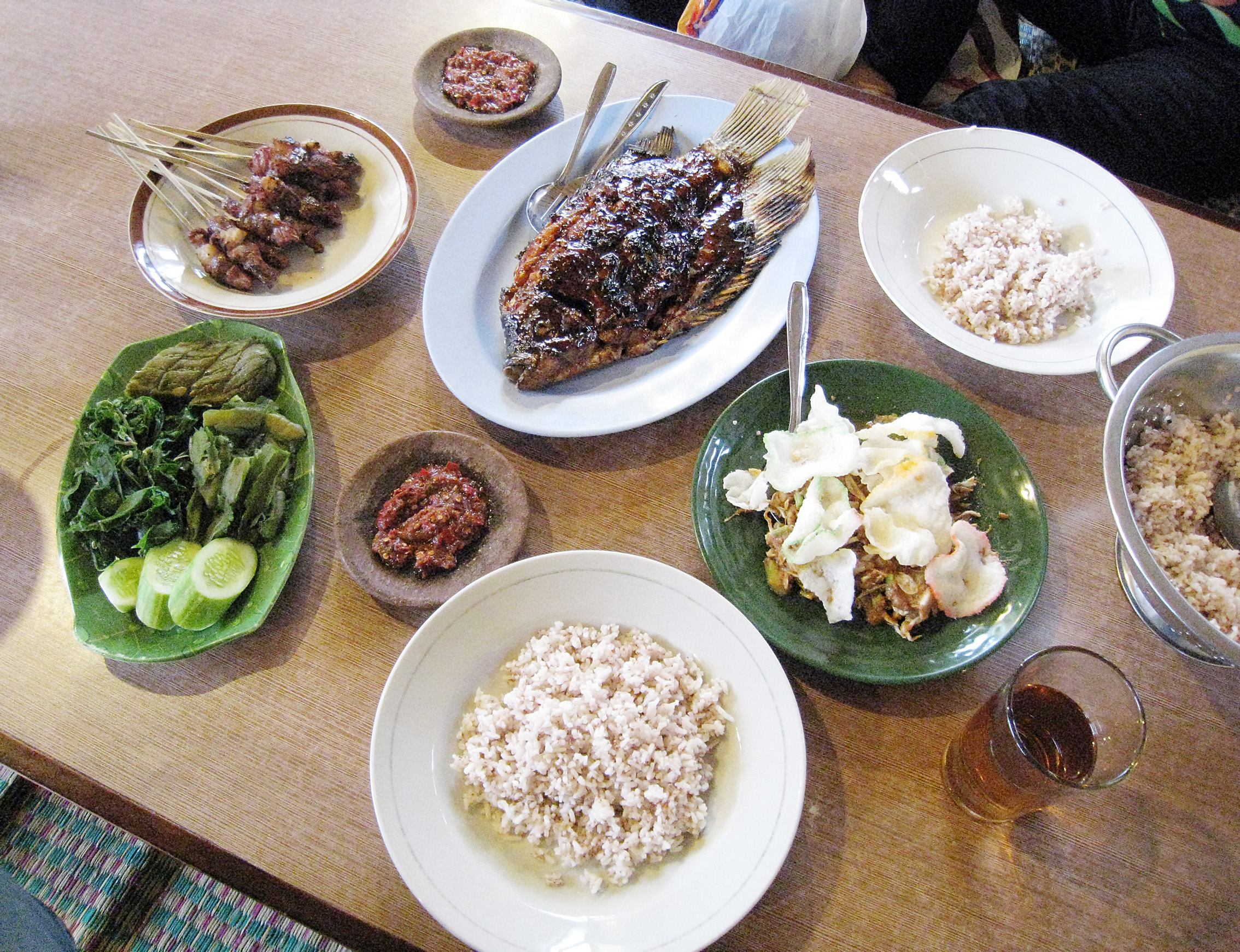
Pranzo tipico indonesiano

La cucina indonesiana (masakan Indonesia) è la cucina dell'Indonesia ed è molto variegata a causa della sua natura morfologica, essendo un arcipelago di 6.000 isole abitate sulle 17.507 di cui è composta. Esistono quindi molte cucine regionali, basate sulle culture indigene e sulle influenze straniere.

## Metodi di cottura
Esistono cinque principali metodologie di cucina in Indonesia: goreng (frittura), bakar o panggang (grigliatura), tumis (frittura agitata), rebus (bollitura) e, la più comune, kukus (cottura al vapore). Alcuni piatti popolari indonesiani sono: tumpeng, nasi goreng, gado-gado, saté e soto che possono essere trovati ovunque nel paese e sono considerati i piatti nazionali indonesiani.

## Storia
Nel corso della sua storia, l'Indonesia è stata coinvolta in numerosi scambi commerciali grazie alla sua ubicazione e alle sue risorse naturali. Inoltre le tecniche di cucina e gli ingredienti sono stati influenzati dall'India, dal Medio Oriente, dalla Cina ed infine dall'Europa. I commercianti spagnoli e portoghesi portarono i prodotti del Nuovo Mondo anche prima dell'arrivo della colonizzazione olandese. Le Molucche, conosciute anche come le "isole speziate" hanno contribuito all'introduzione di spezie native come chiodi di garofano e noce moscata, nella cucina indonesiana e globale.
La cucina di Sumatra, ha subito influenze indiane e mediorientali, caratterizzandosi con carne al curry e verdure con gulai, kari. La cucina giavanese è per lo più autoctona, con leggere influenze cinesi. La cucina dell'Indonesia orientale è lontanamente somigliante alla cucina polinesiana e melanesiana. Alcuni piatti famosi nati in Indonesia ora sono comuni in tutto il sud-est asiatico.
Essendo l'Indonesia il paese con più fedeli musulmani al mondo non si trovano facilmente il maiale e bevande alcoliche, ed anche i crostacei non sono particolarmente utilizzati. 
Piatti come satay, manzo rendang e sambal sono consumati anche in Malaysia e a Singapore. Piatti a base di soia, come varianti di tofu (tahu) e tempeh sono molto diffusi. Un altro cibo fermentato è l'oncom, simile al tempeh ma che non è fatto da sola soia è molto diffuso in Giava Occidentale. Sempre a Giava si consuma il pecel, tipica insalata condita con salsa alle arachidi.

## Spezie e aromi
La cucina indonesiana è, per molti versi, simile a quella indiana, le spezie come il cardamomo, l'anice stellato e in particolare il peperoncino sono alla base delle preparazioni tipiche. In questo genere di cucina è ricorrente l'uso di miscele di spezie che prendono il nome di bumbu.
La bevanda chai che consiste in un tè aromatizzato con cardamomo e altri aromi è facilmente trovabile e consumabile nel nord del paese.
L'agrodolce e il piccante sono gli aromi più di tendenza nella cucina indonesiana e in generale del sud-est asiatico.
La cucina indonesiana è considerata, mediamente, una delle cucine più speziate e piccanti del mondo assieme a quella etiope.

## Influenze straniere
Conosciuti anche in Indonesia, per il passato coloniale, sono i poffertjes olandesi, dei dolci di pastella fatti con lievito e farina di grano saraceno e serviti con zucchero a velo e burro. Di origine portoghese/malese è la seri kaya, crema di cocco con uova e zucchero.